# Jonas Holøs
Jonas Holøs (ur. 27 sierpnia 1987 w Sarpsborg) – norweski hokeista, reprezentant Norwegii, trzykrotny olimpijczyk.

## Kariera
- Sparta Sarpsborg U19 (2002-2004)
- Sparta Warriors (2004-2008)
- Färjestad BK (2008-2010)
- Colorado Avalanche (2010-2011)
- Lake Erie Monsters (2011)
- Växjö Lakers (2011-2013)
- Łokomotiw Jarosław (2013-2015)
- Färjestad (2015-2017)
- Fribourg-Gottéron (2017-2019)
- Linköpings HC (2019-2021)
- Kölner Haie (2021-)

Wychowanek klubu Sparta HK Sarpsborg. W drafcie NHL z 2008 został wybrany przez Colorado Avalanche. W klubie tym występował w sezonie NHL (2010/2011). Od połowy marca 2013 roku zawodnik Łokomotiwu Jarosław (formalnie od maja 2013), związany rocznym kontraktem. Zawodnikiem klubu był do końca marca 2015.. Od czerwca 2015 do kwietnia 2017 ponownie zawodnik Färjestad BK. Od maja 2017 do marca 2019 był zawodnikiem Fribourg-Gottéron. W maju 2019 przeszedł do Linköpings HC. W maju 2021 odszedł z klubu. W czerwcu 2021 ogłoszono jego transfer do niemieckiej drużyny Kölner Haie.
Uczestniczył w turniejach mistrzostw świata w 2006, 2007, 2008, 2009, 2010, 2011, 2012, 2013, 2014, 2015, 2016, 2017, 2018, 2019, 2021 oraz zimowych igrzysk olimpijskich 2010, 2014, 2018 (na MŚ 2017, 2018 i ZIO 2018 był kapitanem kadry).

## Sukcesy
Klubowe
- Złoty medal mistrzostw Szwecji: 2009 z Färjestad
- Brązowy medal mistrzostw Rosji: 2014 z Łokomotiwem Jarosław

Indywidualne
- GET-ligaen (2007/2008):
  - Skład gwiazd
- Mistrzostwa Świata w Hokeju na Lodzie 2010/Elita:
  - Jeden z trzech najlepszych zawodników reprezentacji w turnieju
- Mistrzostwa Świata w Hokeju na Lodzie 2012/Elita:
  - Jeden z trzech najlepszych zawodników reprezentacji w turnieju
- Mistrzostwa Świata w Hokeju na Lodzie 2014/Elita:
  - Jeden z trzech najlepszych zawodników reprezentacji w turnieju[12]
- Mistrzostwa Świata w Hokeju na Lodzie 2015/Elita:
  - Jeden z trzech najlepszych zawodników reprezentacji w turnieju[13]
- Mistrzostwa Świata w Hokeju na Lodzie 2017/Elita:
  - Jeden z trzech najlepszych zawodników reprezentacji w turnieju[14]
- Mistrzostwa Świata w Hokeju na Lodzie 2019/Elita:
  - Jeden z trzech najlepszych zawodników reprezentacji w turnieju[15]

Wyróżnienia
- Gullpucken - hokeista Roku w Norwegii: 2014[16]